# برایان تیچر
 برایان آموزگار (انگلیسی: Brian Teacher؛ زاده ۲۳ دسامبر ۱۹۵۴) یک تنیس‌باز اهل ایالات متحده آمریکا است.